# Raffaele Costa
Raffaele Costa (ur. 8 września 1936 w Mondovì) – włoski polityk i publicysta, były poseł do Parlamentu Europejskiego i minister, wieloletni deputowany, od 2004 do 2009 prezydent prowincji Cuneo.

## Życiorys
Ukończył studia z zakresu nauk politycznych i prawa. W 1971 założył liberalne czasopismo „Il Duemila”. Opublikował także kilka pozycji książkowych.
W latach 1976–2006 zasiadał we włoskiej Izbie Deputowanych VII, VIII, IX, X, XI, XII, XIII i XIV kadencji. Od 1979 do 1989 zajmował stanowiska sekretarza stanu w różnych resortach (m.in. w Ministerstwie Sprawiedliwości i w Ministerstwie Spraw Wewnętrznych). W skład rządu jako minister po raz pierwszy wszedł w czerwcu 1992, kiedy to Giuliano Amato powierzył mu koordynowanie polityki wspólnotowej i stosunki regionalne. W lutym 1993 został ministrem zdrowia, a w kwietniu tego roku (po objęciu stanowiska premiera przez Carla Azeglia Ciampiego) ministrem transportu. W kolejnym gabinecie, pierwszym rządzie Silvia Berlusconiego, od maja 1994 do stycznia 1995 ponownie był ministrem zdrowia.
Przez wiele lat Raffaele Costa należał do Włoskiej Partii Liberalnej. W latach 80. pełnił funkcję zastępcy sekretarza krajowego tego ugrupowania. W maju 1993 stanął na czele liberałów, był ostatnim sekretarzem PLI, która na skutek afer korupcyjnych (tzw. Tangentopoli) w lutym 1994 uległa rozwiązaniu. Po likwidacji Włoskiej Partii Liberalnej Raffaele Costa znalazł się wśród założycieli nowej formacji Unione di Centro, która nawiązała współpracę wyborczą i polityczną z Forza Italia, a ostatecznie przystąpiła do FI w 1999.
Od 1999 do 2004 Raffaele Costa był także posłem do Parlamentu Europejskiego. Należał do grupy Europejskiej Partii Ludowej i Europejskich Demokratów. Był członkiem Komisji ds. Kontroli Budżetu i Komisji ds. Petycji, a od połowy kadencji Komisji Ochrony Środowiska, Zdrowia i Ochrony Konsumentów.
W 2004 wygrał wybory na urząd prezydenta prowincji Cuneo, który sprawował do 2009. Należał następnie do powstałego na bazie m.in. FI Ludu Wolności.
Ojciec polityka Enrica Costy.